# Julio Cozzi
Julio Adolfo Cozzi (ur. 14 lipca 1922, zm. 25 września 2011) – piłkarz argentyński, bramkarz. Wzrost 178 cm.

## Życiorys
Urodzony w Buenos Aires Cozzi karierę piłkarską rozpoczął w 1941 roku w klubie CA Platense. Jako piłkarz klubu Platense wziął udział w turnieju Copa América 1947, gdzie Argentyna trzeci raz z rzędu zdobyła tytuł mistrza Ameryki Południowej. Cozzi zagrał w sześciu meczach – z Paragwajem, Boliwią, Peru (stracił 2 bramki), Chile (stracił 1 bramkę), Kolumbią i Urugwajem (stracił 1 bramkę). Tylko w meczu z Ekwadorem bramki argentyńsiej bronił Obdulio Diano.
W Platense grał do 1949 roku, po czym przeniósł się do Kolumbii, gdzie w latach 1950–1954 występował w klubie Millonarios FC razem z takimi graczami, jak Alfredo di Stéfano czy Adolfo Pedernera. W Millonarios rozegrał 88 meczów i choć grał jako bramkarz, zdobył 1 bramkę. Cztery razy zdobył mistrzostwo Kolumbii – w 1949, 1951, 1952 i 1953 roku. Razem z Millonarios wygrał także rozgrywany na przełomie 1952/53 Puchar Kolumbii (Copa Colombia). Wygrał także w 1953 roku międzynarodowy turniej Pequeña Copa del Mundo de Clubes.
Po powrocie do ojczyzny w 1955 roku znów grał w Platense, a w latach 1956–1959 w CA Independiente. Łącznie w pierwszej lidze argentyńskiej rozegrał 269 meczów, w tym 196 meczów w Platense.
Na koniec kariery, w latach 1959-1960, grał w drugoligowym wówczas klubie CA Banfield.
W reprezentacji Argentyny Cozzi rozegrał 6 meczów – wszystkie podczas jedynego startu w Copa América.

## Sukcesy
| Sezon   | Drużyna        | Tytuł                      |
| ------- | -------------- | -------------------------- |
| 1947    | Argentyna      | Mistrz Ameryki Południowej |
| 1949    | Millonarios FC | Mistrz Kolumbii            |
| 1951    | Millonarios FC | Mistrz Kolumbii            |
| 1952    | Millonarios FC | Mistrz Kolumbii            |
| 1952-53 | Millonarios FC | Copa Colombia              |
| 1953    | Millonarios FC | Mistrz Kolumbii            |
| 1953    | Millonarios FC | Pequeña Copa del Mundo     |